# Trofeus HQ Mix
Els Trofeus HQ Mix són un dels premis de major repercussió en el món del còmic al Brasil, creat el 1989 per João Gualberto Costa "Gual" i José Alberto Lovetro "Jal", de l'Associació de Dibuixants de Còmics del Brasil.
El nom fa referència a la secció TV Mix 4, dedicada als còmics i que tots dos dirigien a la cadena TV Gazeta. Serginho Groisman, que presentava la secció, va ser el padrí dels premis i és el presentador de les gales d'entrega. Les sigles HQ signifiquen 'còmic' (en portuguès brasiler, Histórias de Quadrinhos).
Segons els objectius traçats en la seva normativa, el Trofeu HQ Mix té la intenció de «divulgar, valorar i premiar la producció de còmic, humor gràfic, animació i similars».
Les votacions són fetes per artistes i professionals de l'àrea, editors, investigadors i periodistes brasilers.

## Trofeu
El disseny de l'estatueta canvia en cada edició, sempre homenatjant un personatge de còmic brasiler i el seu creador. A continuació estan relacionats els autors homenatjats, el personatge triat i l'artista plàstic responsable per la confecció del trofeu.
| Any  | Edició | Personatge                      | Autor                           | Estatuaire                     |
| 1989 | I      | ?                               | ?                               | ?                              |
| 1990 | II     | ?                               | ?                               | ?                              |
| 1991 | III    | ?                               | ?                               | ?                              |
| 1992 | IV     | ?                               | ?                               | Carlos Maluck                  |
| 1993 | V      | O Amigo da Onça                 | Péricles                        | ?                              |
| 1994 | VI     | Lamparina                       | J. Carlos                       | Zarvos                         |
| 1995 | VII    | ?                               | ?                               | ?                              |
| 1996 | VIII   | ?                               | ?                               | ?                              |
| 1997 | IX     | Pererê                          | Ziraldo                         | Wilson Iguti                   |
| 1998 | X      | ?                               | ?                               | ?                              |
| 1999 | XI     | Sig                             | Jaguar                          | ?                              |
| 2000 | XII    | Horácio                         | Mauricio de Sousa               | Wilson Iguti                   |
| 2001 | XIII   | Rê Bordosa                      | Angeli                          | Olintho Tahara i Anália Tahara |
| 2002 | XIV    | Capitão                         | Laerte                          | Olintho Tahara i Anália Tahara |
| 2003 | XV     | Zeferino, Bode Orelana i Graúna | Henfil                          | Olintho Tahara i Anália Tahara |
| 2004 | XVI    | Garra Cinzenta                  | Renato Silva i Francisco Armond | Olintho Tahara                 |
| 2005 | XVII   | Rango                           | Edgar Vasques                   | ?                              |
| 2006 | XVIII  | Madame e seu bicho muito louco  | Fortuna                         | Olintho Tahara                 |
| 2007 | XIX    | Kactus Kid                      | Renato Canini                   | ?                              |
| 2008 | XX     | O Samurai                       | Cláudio Seto                    | Olintho Tahara                 |
| 2009 | XXI    | Mirza, a mulher vampiro         | Eugênio Colonnese               | Olintho Tahara                 |
| 2010 | XXII   | Astronauta                      | Mauricio de Sousa               | ?                              |
| 2011 | XXIII  | Geraldão                        | Glauco                          | Olintho Tahara                 |
| 2012 | XXIV   | Sacarrolha                      | Primaggio Mantovi               | Olintho Tahara                 |
| 2013 | XXV    | Los Três Amigos                 | Angeli, Glauco i Laerte         | Olintho Tahara                 |
| 2014 | XXVI   | Níquel Náusea i Flit            | Fernando Gonsales               | Olintho Tahara                 |
| 2015 | XXVII  | Diomedes                        | Lourenço Mutarelli              | Olintho Tahara                 |
| 2016 | XXVIII | Super-Mãe                       | Ziraldo                         | Olintho Tahara                 |
| 2017 | XXIX   | Chopnics                        | Jaguar                          | Olintho Tahara                 |
| 2018 | XXX    | Mônica i O Menino Maluquinho    | Maurício de Sousa i Ziraldo     | Olintho Tahara                 |
| 2019 | XXXI   | Nhô Quim                        | Angelo Agostini                 | Itamar Braga i Wilson Iguti    |
| 2020 | XXXII  | Radical Chic                    | Miguel Paiva                    | Wilson Iguti                   |
| 2021 | XXXIII | Bruxinha Atrapalhada            | Eva Furnari                     | Wilson Iguti                   |
| 2022 | XXXIV  | Kabelluda                       | Pagu                            | Wilson Iguti                   |
| 2023 | XXXV   | Curupira                        | Flavio Colin                    | Bruno Braga                    |

## Categories
| - Colorista nacional - Art finalista nacional - Dibuixant nacional - Guionista nacional - Menció internacional - Dibuixant novell - Guionista novell - Gran contribució - Gran homenatge - Gran mestre - Editorial de l'any - Edició especial estrangera | - Edició especial nacional - Adaptació per còmic - Producció per a altres llengües - Projecte editorial - Publicació d'aventura, terror o fantasia - Publicació de clàssics - Publicació d'humor - Publicació de tires - Publicació en minisèrie - Publicació independente en solitari - Publicació independente en grup - Publicació independente d'edició única | - Publicació infantil - Publicació juvenil - Publicació mix - Còmic online - Tira online - Treball de fi de grau - Dissertació de màster - Tesi de doctorat - Llibre teòric - Esdeveniment - Exposició - Manga |

### Vencedors del Trofeu HQ Mix - Gran mestre
La categoria Grande Mestre va ser creada l'any 1990 per homenatjar els autors brasilers - o radicats al Brasil - que han estat essencials per al desenvolupament del còmic nacional. La tria és feta per un jurat especial. Excepcionalment, en l'edició de 2008 van ser premiats cinc artistes, tots nipodescendents, en commemoració del centenari de l'arribada de la migració japonesa al Brasil.
| Any  | Artista               |
| ---- | --------------------- |
| 1990 | Rodolfo Zalla         |
| 1991 | Flávio Colin          |
| 1992 | Carlos Zéfiro         |
| 1993 | Ziraldo               |
| 1994 | Eugênio Colonnese     |
| 1995 | Júlio Shimamotoo      |
| 1996 | Cláudio Seto          |
| 1997 | Walmir Amaral         |
| 1998 | Miguel Penteado       |
| 1999 | Mauricio de Sousa     |
| 2000 | Getúlio Delfin        |
| 2001 | Edmundo Rodrigues     |
| 2002 | Gedeone Malagola      |
| 2003 | Renato Canini         |
| 2004 | Jô Oliveira           |
| 2005 | Luiz Gê               |
| 2006 | Ignácio Justo         |
| 2007 | Sergio Macedo         |
| 2008 | Ypê Nakashima         |
| 2008 | Fernando Ikoma        |
| 2008 | Paulo Fukue           |
| 2008 | Roberto Fukue         |
| 2008 | Minami Keizi          |
| 2009 | Ciça                  |
| 2009 | Zélio                 |
| 2010 | Laerte Coutinho       |
| 2011 | Paulo Caruso          |
| 2012 | Marcatti              |
| 2013 | Rubens Lucchetti      |
| 2014 | Angeli                |
| 2015 | Watson Portela        |
| 2016 | Eva Furnari           |
| 2017 | Luiz Saidenberg       |
| 2018 | Daniel Azulay         |
| 2019 | Carlos Edgard Herrero |
| 2020 | Miguel Paiva          |
| 2021 | Maria Aparecida Godoy |
| 2022 | Marcelo Campos        |
| 2023 | Michele Iacocca       |